# Ardeadoris egretta
Ardeadoris egretta is een vrij grote zeenaaktslak die behoort tot de familie van de Chromodorididae. Deze slak leeft in het Groot Barrièrerif en de Grote Oceaan, voornamelijk in de wateren rond de Filipijnen en de Salomonseilanden.
De slak is wit en heeft een gele rand. Ze wordt, als ze volwassen is, zo'n 7 tot 11 cm lang.